# Мария фон Вид
Мария фон Вид (на немски: Maria von Wied; * ок. 1505/1522; † 15 март 1563) е графиня на Вид и чрез женитба шенкин (лат. pincerna) на Лимпург-Гайлдорф.
Тя е дъщеря на граф Йохан III фон Вид (ок. 1485 – 1533) и съпругата му графиня Елизабет фон Насау-Диленбург (1488 – 1559), дъщеря на граф Йохан V фон Насау-Диленбург († 1516) и Елизабет фон Хесен-Марбург († 1523).  Сестра е на Фридрих IV фон Вид, архиепископ и курфюрст на Кьолн (1562 – 1567).
Мария се омъжва на 22 юни 1554 г. за Кристоф III Шенк фон Лимпург-Гайлдорф (* 12 юли 1531; † 3 септември 1574 в Оберзонтхайм), син на Вилхелм III Шенк фон Лимпург-Гайлдорф (1498 – 1552) и Анна дела Скала Лайтер (1510 – 1560). Тя е първата му съпруга. Те нямат деца.
Тя умира на 15 март 1563 г. Нейният съпруг се жени втори път за Ева фон Лимпург-Шпекфелд († 1587) и има с нея пет деца.